# Bjørnegletsjer
De Bjørnegletsjer is een gletsjer in Nationaal park Noordoost-Groenland in het noordoosten van Groenland. 

## Geografie
De gletsjer is noordwest-zuidoost georiënteerd en heeft een lengte van meer dan vijf kilometer. Ze ligt in het zuiden van de Prinses Elisabeth Alpen en mondt in het zuidoosten uit in het Ingolffjord.
Ongeveer zeven kilometer ten noordwesten van de gletsjer ligt de Smalle Spærregletsjer.